# Dahira pinratanai
Dahira pinratanai là một loài bướm đêm thuộc họ Sphingidae. Loài này có ở Thái Lan.